# Pauvre Georges !
Pour plus de détails, voir Fiche technique et Distribution.
Pauvre Georges ! est une comédie dramatique réalisée par Claire Devers et sortie en 2018.

## Synopsis
Georges, professeur désabusé dans un lycée, emménage avec sa femme dans la campagne québécoise en espérant concevoir un enfant, mais rien ne se passe comme prévu et sa femme semble affectée par l'oppressante solitude de ce lieu isolé.
Lorsqu'il surprend un ado rôdeur dans sa maison, le fragile équilibre de sa vie est soudain menacé, il ne lui reste plus qu'à succomber à la névrose générale ...

## Fiche technique
- Titre original : Pauvre Georges !
- Réalisation : Claire Devers
- Scénario : Claire Devers et Jean-Louis Benoît
- Décors : Amanda Petrella
- Costumes : Rouschop Lena
- Photographie : Stefano Paradiso
- Montage : Virginie Messiaen
- Musique : Frédéric Vercheval
- Producteur : Dominique Besnehard
  - Coproducteurs : Richard Lalonde et Nicolas Steil
- Sociétés de production : Forum Films, Iris Films et Mon Voisin Productions
- Société de distribution : Jour2fête
- Pays d'origine :  France,  Belgique et  Canada
- Langue originale : français
- Format : couleur
- Genre : Comédie dramatique
- Durée : 113 minutes
- Dates de sortie :
  - Canada : 7 juillet 2018
  - France : 3 juillet 2019

## Distribution
- Grégory Gadebois : Georges
- Mylène Mackay : Mathilde Galluccio
- Monia Chokri : Emma
- Noah Parker : Zack Vachon
- Pascale Arbillot : Lila Maurin
- Anne-Marie Cadieux : Marilyne Chevrier
- Stéphane De Groodt : Zweig
- Paul Doucet : Benoît Chevrier
- Patrick Drolet : Rullin
- Élise Guilbault : Mimi Devline
- François Létourneau : Ballot
- Sébastien Ricard : Carlo Galluccio
- Patrice Robitaille : Charles Devline
- Marie-Hélène Thibault : Hélène Finnet